# La Région sauvage
Pour plus de détails, voir Fiche technique et Distribution.
La Région sauvage (La región salvaje) est un film dramatique mexicain écrit et réalisé par Amat Escalante et sorti en 2016.
Il est présenté à la Mostra de Venise 2016 où Amat Escalante remporte le Lion d'argent du meilleur réalisateur.

## Synopsis
Alejandra est mariée avec Angel et ils ont deux enfants. 
Fabian, le frère d'Alejandra, travaille à l’hôpital et fait la rencontre de Veronica qui a été blessée au ventre après être allée dans la maison des Vega.

## Fiche technique
- Titre : La Région sauvage
- Titre original : La región salvaje
- Réalisation : Amat Escalante
- Scénario : Amat Escalante et Gibrán Portela
- Société de production : Mantarraya Producciones
- Pays d'origine :  Mexique
- Dates de sortie :
  - Mexique : 15 mai 2016
  - Italie : 5 septembre 2016 (Mostra de Venise 2016)
  - France : 19 juillet 2017

## Distribution
- Ruth Jazmin Ramos : Alejandra, « Ale »
- Simone Bucio : Veronica, « Vero »
- Jesús Meza : Angel
- Edén Villavicencio : Fabian
- Andrea Peláez : la mère d'Angel
- Oscar Escalante : monsieur Vega
- Bernarda Trueba : Marta Vega
- Kenny Johnston : Coleman

## Distinctions
- Mostra de Venise 2016 : Lion d'argent du meilleur réalisateur
- Prix Ariel 2018[1] : 
  - Prix Ariel du « Meilleur réalisateur » pour Amat Escalante
  - Prix Ariel de la « Meilleure figuration féminine » pour Bernarda Trueba
  - Prix Ariel du « Meilleur montage » pour Fernanda de la Peza et Jacob Secher Schulsinger
  - Prix Ariel des « Meilleurs effets visuels » pour Peter Hjorth
  - Prix Ariel des « Meilleurs effets spéciaux » pour José Manuel Martínez
  - Nomination à l'Ariel du « Meilleur film »
  - Nomination à l'Ariel du « Meilleur second rôle féminin » pour Simone Bucio
  - Nomination à l'Ariel de la « Révélation masculine » pour Jesús Meza
  - Nomination à l'Ariel de la « Révélation féminine » pour Ruth Ramos
  - Nomination à l'Ariel du « Meilleur scénario original » pour Amat Escalante et Gibrán Portela
  - Nomination à l'Ariel de la « Meilleure bande originale » pour Guro Moe
  - Nomination à l'Ariel du « Meilleur son » pour Raúl Locatelli, Sergio Díaz et Vincent Arnardi

## Accueil

### Accueil critique
L'accueil critique est plutôt positif : le site Allociné recense une moyenne des critiques presse de 3,1/5. 
Pour Jacques Mandelbaum du Monde, « Amat Escalante se confronte au genre fantastique, pour servir une métaphore autour de la nature dévorante du désir. [...] Si le cœur du film d'Escalante se trouve en tout cas dans l'antre de la bête, une certaine faiblesse dramaturgique touche, en revanche, au dispositif humain qu'il dispose à son entour. ».
Pour Jacques Morice de Télérama, « on ne sait jamais où l'auteur va nous conduire, passant sans prévenir d'un personnage à l'autre, en allant au cœur de leur malaise, en basculant, soudain, de la réalité la plus triviale vers le fantastique. S'il brouille parfois inutilement les pistes, il crée un univers captivant qui n'accable personne, pas même le mari violent. Mais ce sont les deux jeunes femmes qui touchent le plus. A travers leurs destins croisés, Amat Escalante fustige le machisme et prône l'émancipation féminine. ».
Pour Gilles Renault de Libération, « si le cinéaste choisit de partir en terre inconnue, le propos, lui, ne largue pas les amarres, et consiste une nouvelle fois à porter sur ses concitoyens un regard sévère, sinon cruel. Plongée au cœur du non-dit, de la frustration et de l'ambivalence, sa Région sauvage est aussi celle d'un psychodrame familial qui couve. ».
Serge Kaganski des Inrockuptibles déclare : « entre maîtrise dramaturgique et roublardise, Escalante réussit à nous capter, mais semble in fine porter un message assez réactionnaire : le sexe, c'est dangereux et on finit par être lourdement puni. ».